# Cerro Masatrigo
Cerro Masatrigo es una colina en España. Se encuentra ubicado en el término municipal de Esparragosa de Lares, en la provincia de Badajoz, región de Extremadura, teniendo como población más cercana la aldea de Galizuela. Se encuentra a 501 m sobre el nivel del mar, y 161 m sobre el terreno circundante . Tiene unos 1.3 km de ancho.

## Características
El Cerro Masatrigo es una formación geológica muy llamativa por su figura cónica prácticamente perfecta. Si a esto añadimos que tras la construcción de la Presa de La Serena se convirtió en una península en medio de las aguas del embalse, ha pasado a ser un lugar estratégico a caballo entre las comarcas de La Siberia y La Serena.
En su interior contiene dos rutas senderistas, también aptas para ciclismo de montaña, con salida desde el mismo lugar y longitud muy parecida, pero que en la práctica se diferencian notablemente por su dificultad. El primero ofrece un recorrido perimetral a media ladera, con lo que el desnivel es muy bajo. El segundo ofrece la posibilidad de coronar el cerro por el camino más rápido, por lo cual el desnivel es muy fuerte y la dificultad bastante alta. Por su forma particular, su entorno ha sido usado para realizar varios anuncios publicitarios de vehículos.
El terreno alrededor del cerro Masatrigo es plano hacia el sur, pero hacia el norte es montañoso. El punto más alto en el área tiene una elevación de 625 m y está a 3.0 km al noroeste de cerro Masatrigo. Hay alrededor 25 hab./km² alrededor del Cerro Masatrigo, una población relativamente pequeña. La población más grande más cercana es Talarrubias, 11.8 km al norte del cerro Masatrigo. El campo alrededor del cerro Masatrigo está cubierto casi por completo.
El clima es frío y seco. La temperatura promedio es 19 °C. El mes más caluroso es julio, con 33 °C, y el diciembre más frío, con 7 °C. La precipitación media es de 671 mm al año. El mes más húmedo es noviembre, con 109 mm de lluvia, y julio, el más seco, con 6 mm.